# Tomocerinae
Sous-famille
Les Tomocerinae sont une sous-famille de collemboles de la famille des Tomoceridae.

## Liste des genres
Selon Checklist of the Collembola of the World (version du 22 août 2019) :
- Aphaenomurus Yosii, 1956
- Lethemurus Yosii, 1970
- Monodontocerus Yosii, 1955
- Plutomurus Yosii, 1956
- Pogonognathellus Paclt, 1944
- Tomocerina Yosii, 1955
- Tomocerus Nicolet, 1842
- Tomolonus Mills, 1949
- Tritomurus Frauenfeld, 1854
- † Entomocerus Christiansen & Pike, 2002

## Publication originale
- Schäffer, 1896 : Die Collembolen der Umgebung von Hamburg und benachbarter Gebiete. Mitteilungen aus dem Naturhistorischen Museum in Hamburg, vol. 13, p. 149–216 (texte intégral).